# التستاد (فرانکفورد ام میین)

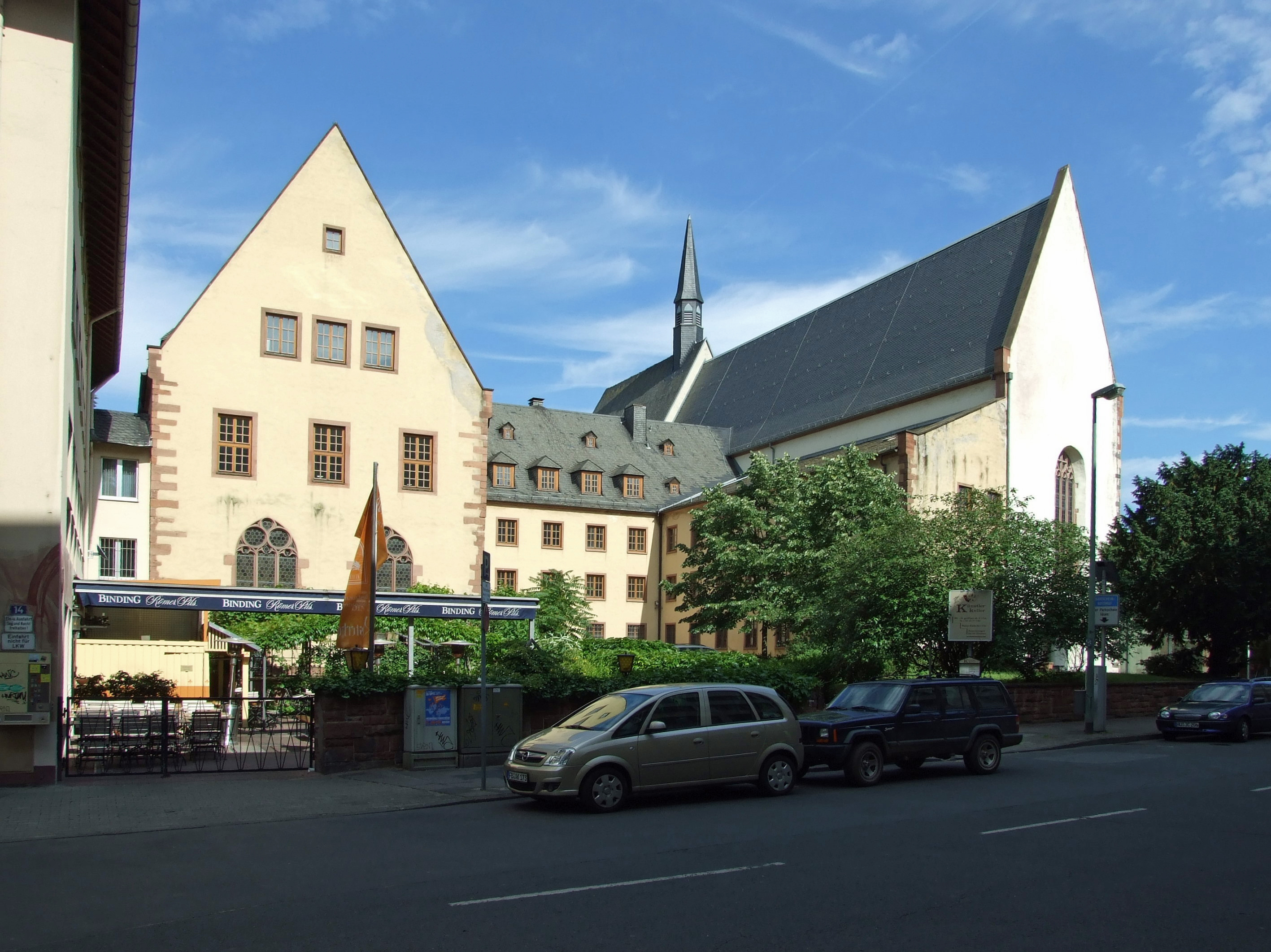
التستاد (فرانکفورد ام میین)

التستاد (فرانکفورد ام میین) (به آلمانی: Altstadt (Frankfurt am Main)) یک منطقهٔ مسکونی در آلمان است که در فرانکفورت واقع شده‌است.

## خصوصیات
التستاد ۳٬۴۷۳ نفر جمعیت دارد.